# Haemaphysalis renschi
Haemaphysalis renschi este o specie de căpușe din genul Haemaphysalis, familia Ixodidae, descrisă de Schulze în anul 1933. Conform Catalogue of Life specia Haemaphysalis renschi nu are subspecii cunoscute.